# Augusto Assía
Felipe Fernández Armesto, també conegut com a Augusto Assía, nasqué a A Mezquita (Ourense) l'1 de maig de 1904 i va morir a Xanceda (Mesía, La Corunya) el 2 de febrer de 2002, fou un escriptor i periodista gallec.

## Biografia
Va estudiar el batxillerat a Ourense i, en 1924, va ingressar en la Facultat de Filosofia i Lletres de la Universitat de Santiago. En aquest mateix any van veure la llum els seus primers articles en El Pueblo Gallego, en el qual va dirigir la pàgina universitària d'aquest periòdic.
En 1927 va abandonar la ciutat compostelana, i va marxar a París (França). L'any següent va aconseguir un beca d'estudis en la Universitat de Berlín. Des d'allí va escriure en diversos periòdics espanyols, especialment en La Vanguardia de Barcelona, utilitzant des de llavors la signatura Augusto Assía. Des del mes d'octubre de 1929 va ser redactor de plantilla del diari. A l'abril de 1933 va ser expulsat d'Alemanya pel Govern nazi i La Vanguardia el va enviar a Londres com a corresponsal.
L'agost de 1936 va viatjar a l'Espanya nacional, quedant adscrit a la secció de Premsa del Govern de Burgos. Va estar en el front d'Astúries i, més tard, va ser director del diari orensà Arco, així com a cap de la secció Internacional de La Voz de España.
En 1939 va ser enviat de nou a Londres com a corresponsal, i allí va passar tota la Segona Guerra Mundial, enviant unes cròniques que es van fer famoses, car sempre va confiar en la derrota de les potències de l'Eix. Després de la victòria aliada en la guerra, va cobrir la informació sobre els judicis de Nuremberg.
L'agost de 1950 va contreure matrimoni amb la periodista María Victoria Fernández-España y Fernández-Latorre. Un dels seus fills va ser Juan Fernández-Armesto Fernández-España, advocat i economista que va ser el primer president de la Comissió Nacional del Mercat de Valors (CNMV). Aquest mateix any es va traslladar als Estats Units, on va continuar com a corresponsal de La Vanguardia.
L'any de 1964 va comprar a Xanceda (Mesía) una gran extensió de terreny, on va muntar una explotació agrícola-ramadera.
Al juliol de 1967 va signar a La Voz de Galicia un article en el qual reclamava l'equiparació de drets pel gallec al seu país.
| « | […] "Non pode ser usado coma un ferro candente para marcar a servidume mentres que o outro -o castellano- coma unha plumaxe co que abonar falsas pretensións e superioridades […] non só na igrexa, senón na Universidade, nos estratos e nas oficinas públicas o que non fai máis que vinte anos lle ocorría aos negros nos Estados Unidos, onde non se lles deixaba entrar máis que pola escaleira de servizo" [....]. | » |

El ministre d'Informació i Turisme, Manuel Fraga Iribarne, va imposar una multa de 50.000 pessetes al director del periòdic, Francisco Pillado Rivadulla, per la publicació de l'article de Fernández Armesto.
En 1982, com a columnista de La Voz de Galicia, acusà al BNPG i a Comisións Labregas de col·laboració amb grups terroristes, per la qual cosa va ser cursada una demanda contra el periodista per part d'ambdues plataformes.
En 1986 deixà d'escriure a La Vanguardia, després de 58 anys de servei.

## Obra
La seva primera novel·la curta la va escriure en gallec, Xelo, o salvaxe (1925), i fou molt ben acollida per la crítica.
| «               | "Fernández Armesto é un verdadeiro escritor galego" | » |
| — Rafael Dieste |                                                     |   |

Però la majoria de les seves obres (sobretot, recopilacions d'articles) estan escrites en castellà (excepte una de les últimes publicades, que va ser traduïda al català). Entre elles destaquen:
- 1940. Los yanquis. Barcelona: Editorial Mateu.
- 1943. Los ingleses en su isla. Barcelona: Ed. Mercedes.
- 1944. Vidas inglesas. Barcelona: Ayma.[5]
- 1946. Cuando yunque, yunque. Barcelona: Ed. Mercedes.
- 1947. Cuando martillo, martillo, Barcelona: Ed. Mercedes
- 1949. Mi vuelta al mundo. Barcelona: Editorial Mateu.
- 1995. La traición como arte. Barcelona: Ediciones Destino.
- 2002. Artículos. A Coruña: La Voz de Galicia. Biblioteca Gallega.
- 2010. Salt a la foscor. Barcelona: A contra vent.[6]

## Premis i distincions
Va rebre diversos premis i condecoracions de rellevància com:
- Cavaller de l'Orde de l'Imperi Britànic
- Medalla Castelao
- Premi Galícia de Comunicació
- Premi Fernández Latorre de periodisme